# Finja församling
Finja församling var en församling i Lunds stift och i Hässleholms kommun. Församlingen uppgick 2010 i Tyringe församling.

## Administrativ historik
Församlingen har medeltida ursprung. 
Församlingen var till 2010 moderförsamling i pastoratet Finja och Hörja som från 1962 även omfattade Matteröd och senast från 1998 Röke och Västra Torups församlingar.. Församlingen uppgick 2010 i Tyringe församling.

## Organister
| Verksam | Namn               | Levnadstid | Övrigt |
| ------- | ------------------ | ---------- | ------ |
| 1962–   | Bengt Olof Nilsson | 1928–      | [ 5 ]  |

## Kyrkor
- Finja kyrka
- Tyringe kyrka